# Tudun
Tudun (o To-tun-pat) fou un títol que van portar alguns alts càrrecs dels turcs a l'alta edat mitjana, equivalent a magistrat. S'esmenta en relació als turcs occidentals i els turcs orientals.